# Fritz Spranger
Fritz Spranger (?–?) német nemzetközi labdarúgó-játékvezető.

## Pályafutása

### Nemzeti játékvezetés
Nemzeti labdarúgó-szövetségének megfelelő játékvezető bizottsága minősítése alapján 1926-ban lett az 1. Liga játékvezetője. Küldési gyakorlat szerint rendszeres partbírói szolgálatot végzett. A nemzeti játékvezetéstől 1929-ben vonult vissza. Első ligás mérkőzéseinek száma: 6.
| Időpont          | Helyszín                     | Mérkőzés típusa           | Mérkőzés                        | Eredmény | Nézők száma |
| ---------------- | ---------------------------- | ------------------------- | ------------------------------- | -------- | ----------- |
| 1926. május 30.  | Zabo Stadion, Nürnberg       | első I. ligás mérkőzése   | Hertha BSC–FSV Frankfurt        | 8 – 2    | 15 000      |
| 1926. június 13. | Commerzbank-Arena, Frankfurt | bajnoki döntő             | SpVgg Greuther Fürth–Hertha BSC | 4 – 1    | 40 000      |
| 1929. július 7.  | Poststadion, Berlin          | utolsó I. ligás mérkőzése | Hertha BSC–1. FC Nürnberg       | 0 – 0    | 50 000      |

### Nemzetközi játékvezetés
A Német labdarúgó-szövetség Játékvezető Bizottsága (JB) terjesztette fel nemzetközi játékvezetőnek, a Nemzetközi Labdarúgó-szövetség (FIFA) 1928-tól tartotta nyilván bírói keretében. A FIFA JB központi nyelvei közül a németet beszélte. Több nemzetek közötti válogatott és klubmérkőzést vezetett, vagy működő társának partbíróként segített. A  nemzetközi játékvezetéstől 1928-ban búcsúzott. Válogatott mérkőzéseinek száma: 1.

#### Olimpiai játékok
Az  1928. évi nyári olimpiai játékok labdarúgó tornáját, ahol a FIFA JB partbírói szolgálatra alkalmazta. A kor elvárása szerint az egyes számú partbíró játékvezetői sérülésnél átvette a mérkőzés vezetését. Partbíróként 2 mérkőzésen 2. pozícióban kapott küldést.
| Időpont         | Helyszín                     | Mérkőzés típusa                | Mérkőzés                  | Játékvezető         | Eredmény | Nézők száma |
| --------------- | ---------------------------- | ------------------------------ | ------------------------- | ------------------- | -------- | ----------- |
| 1928. május 28. | Olimpiai Stadion, Amszterdam | egyik nyolcaddöntő             | Egyiptom–Törökország      | Marcel Slawick      | 7 – 1    | 2 744       |
| 1928. június 4. | Olimpiai Stadion, Amszterdam | egyik negyeddöntő újrajátszása | Olaszország–Spanyolország | Hans Samuel Boekman | 7 – 1    | 4770        |

#### Skandináv Bajnokság
Nordic Championships/Északi Kupa labdarúgó tornát Dánia kezdeményezésére az első világháború után, 1919-től a válogatott rendszeres játékhoz jutásának elősegítésére rendezték a Norvégia, Dánia, Svédország részvételével. 1929-től a Finnország is csatlakozott a résztvevőkhöz. 1983-ban befejeződött a sportverseny.
| Időpont         | Helyszín                    | Mérkőzés típusa | Mérkőzés            | Eredmény | Nézők száma |
| --------------- | --------------------------- | --------------- | ------------------- | -------- | ----------- |
| 1928. július 6. | Olimpiai Stadion, Stockholm | csoportmérkőzés | Svédország–Norvégia | 6 – 3    | 18 000      |